# 831. peruť Fleet Air Arm
831. námořní letecká peruť (anglicky 831 Naval Air Squadron, 831 NAS) byla peruť Fleet Air Arm britské Royal Navy.
Jejím maskotem byla kreslená postavička Flook, zobrazená na přídi jejích strojů.